# Конхе-ванху
Конхе́-ванху́ (кор.: 공혜왕후, ханча: 恭惠王后), урождённая Хан Сонъи́ (8 ноября 1456 — 30 апреля 1474) — королева-консорт Чосона. Происходила из влиятельного клана Чхонджу Хан (кор.: 청주 한씨, ханча: 淸州 韓氏). Была первой женой чосонского вана Сонджона. Она была королевой с 1469 года до своей смерти в 1474 году. Умерла молодой и бездетной.

## Жизнеописание
Хан Сонъи родилась 8 ноября 1456 года в семье влиятельного чосонского политика, государственного советника Хан Мёнхо из клана Чхонджу Хан. Она была младшим ребёнком. Её матерью была супруга Хан Мёнхо — госпожа Мин из клана Ёхын Мин. Через свою мать Хан Сонъи приходилась двоюродной сестрой королеве Чонсун. По отцовской линии она была двоюродной сестрой в четвёртом колене королевы Ансун, второй жены короля Йеджона.
В 1460 году её третья старшая сестра Хан Нэнъи, которой было 15 лет, вышла замуж за Ли Хвана, наследного принца Хэяна и стала наследной принцессой Чосона. Её мать получила титул «внутренняя принцесса Хваннё из клана Ёхён Мин» (부부인 여흥 민씨, 黃驪府夫人 驪興 閔氏), а её отцу был присвоен титул «внутренний принц Сандан» (상당부원군, 上黨府院君). Однако Хан Нэнъи умерла в 1461 году из-за послеродовой болезни, через пять дней после рождения Ли Буна, великого принца Инсона. Посмертно она была удостоена звания королевы Чансун.

### Замужество
12 января 1467 года, когда Хан Сонъи было 10 лет, она вышла замуж за Ли Хёля, принца Джальсана, младшего сына наследного принца Уигёна. Ей был присвоен титул «Наследная принцесса-консорт Чхонан» (천안군부인), и её родители сохранили те же придворные титулы.
Говорили, что дед Джальсана, ван Седжо, намеревался сделать госпожу Хан наложницей Джальсана, но наследная принцесса-консорт Хан, биологическая мать принца, стремилась сделать Хан Сунъи своей невесткой, увидев её через окно дома Хо Гечжи (허계지, 許繼智).

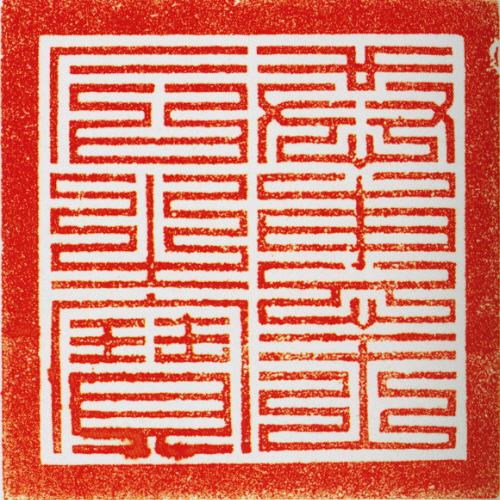
Печать королевы Конхе

В 1469 году под влиянием своего отца Джальсан стал девятым ваном Чосона, а статус госпожи Хан изменился с принцессы-консорта на королеву-консорта. Её свекровь, теперь почитаемая как королева Инсу, была строга с ней и тщательно обучала молодую королеву в соответствии с конфуцианской этикой, например, заставляла её читать «Историю Ёльнё» (열녀전).
Когда королева не могла забеременеть, король Сонджон начал брать себе наложниц. Без презрения к ним, Хан Сонъи приготовила и подарила им одежду. Она также дарила наложницам украшения и другие предметы одежды.

### Болезнь
В 1473 году она переехала в свой родной город, дом своих родителей, из-за болезни, и Сончжон позаботился о том, чтобы навестить её и проверить её состояние. Королева выздоровела и вернулась во дворец, но в последние месяцы того же года её болезнь снова проявилась. Поскольку её здоровье не улучшилось, Хан Сонъи попросила перенести её резиденцию во дворец Чхандок, и три вдовствующие королевы (Часон, Инсу и Инхё), а также король ухаживали за ней. Её родители также получили разрешение прийти во дворец и позаботиться о своей младшей дочери, но состояние королевы ухудшилось.
Родители госпожи Хан не ели, так как у неё было плохое здоровье, но она призвала их поесть, так как они голодали в течение нескольких дней, оставаясь рядом с ней.[уточнить]

### Смерть
Она умерла 30 апреля 1474 года в зале Гухён дворца Чхандок, в возрасте 17 лет.
Для её посмертного титула Сонджон использовал «Кон» (공, 恭), чтобы похвалить её за послушное служение своим родственникам, и «Хе» (혜, 惠) за её щедрость, нежность и доброту. Её титул стал королева Конхе́ (공혜왕후, 恭惠王后).
Её Нынхо (место захоронения) называлось Сунхон (순혼, 順魂), а позже оно стало зваться Суннын.
На 4-м году правления Ёнсангуна (1498 г.) она была удостоена посмертного титула Хвиыйшинсук[уточнить] (휘의신숙, 徽懿愼肅).
Поминальная табличка королевы установлена в главном зале Чонмё, а её могила находится в Самныне, Бонгильчхон-ри, Чори-ып, Пхаджу, провинция Кёнгидо.

## Семья

### Родители
- Отец — Хан Мёнхо (26 ноября 1415 — 28 ноября 1487) (한명회, 韓明澮)[2]
- Дядя — Хан Мёнджин (한명진, 韓明溍) (1426—1454). Жена: госпожа Квон из клана Корён Квон (고령 권씨, 安東 權氏)
  - а) Дедушка — Хан Ги (1393—1429) (한기, 韓起)
    - б) Прадед − Хан Санджил (한상질, 韓尙質) (1350—1400)
      - в) Прапрадедушка — Хан Су (한수, 韓脩) (1333—1384)[3]
      - в) Прапрабабушка — госпожа Квон из клана Андонг Квон (안동 권씨, 安東 權氏)

    - б) прабабушка — госпожа Сон из клана Чхонпунг Сон (청풍 송씨, 昌化夫人 淸風 宋氏); Вторая жена Хан Сан Джиля

  - а) Бабушка — госпожа Ли из клана Ёджу Ли (증 정경부인 여주 이씨, 贈 貞敬夫人 驪州李氏)
- Мать — внутренняя принцесса-консорт Хванно[уточнить] из клана Ёхын Мин (? −1479) (황려부부인 여흥 민씨, 黃驪府夫人 驪興 閔氏)[4]
  - а) Дедушка — Мин Тэсэн (1372—1467) (민대생, 閔大生)[5]
  - а) Бабушка — госпожа Хо из клана Янчхон Хо (양천 허씨, 陽川 許氏)

### Братья и сёстры
- Старшая сестра — госпожа Хан из клана Чхонджу Хан. Муж: Син Джу (신주, 申澍) из клана Корён Син (고령 신씨, 高靈 申氏)
  - Племянник — Син Чонхо (신종호, 申從濩) (1456—1497)
    - Внучатый племянник — Син Хан (신항, 申沆) (1477—1507). Жена: принцесса Хесук (혜숙옹주, 惠淑翁主) (1478-?); Старшая дочь короля Сонджона.
- Старшая сестра — госпожа Хан из клана Чхонджу Хан. Муж: Юн Бан (윤반, 尹磻) из клана Папхён Юн (파평 윤씨, 坡平 尹氏)[6]
- Старшая сестра — Хан Нэнъи (한냉이), королева Чансон из клана Чхонджу Хан (장순왕후 한씨, 章順王后 韓氏) (22 февраля 1445 — 5 января 1462). Муж: король Йеджон (예종, 睿宗) (14 января 1450 — 31 января 1469)
  - Племянник — Ли Бун, великий принц Инсон (인성대군 이분, 仁城大君 李糞) (31 декабря 1461 — 4 декабря 1463)
- Старший брат: Хан Бо (한보, 韓堡) (1447—1522). Жена: госпожа Ли из клана Хансан Ли
  - Племянник — Хан Кёнги (한경기, 韓景琦) (1472—1529). Жены: (а) госпожа Ли из клана Чхонджу Ли (전주 이씨, 淑人 全州 李氏) (б) госпожа Ким из клана Онян Ким (언양 김씨, 淑人 彦陽 金氏))
  - Племянник — Хан Кёнчим (한경침, 韓景琛) (1482-?). Жена: принцесса Гоншин (공신옹주, 恭愼翁主) (1481—1549); третья дочь короля Сонджона.

### Супруг
- Муж — Сонджон (20 августа 1457 — 20 января 1494) (조선 성종); брак бездетный.
- Свёкор — Ли Чан, король[уточнить] Докджон (조선 덕종) (3 октября 1438 — 20 сентября 1457)
  - Законный тесть — ван Йеджон (조선 예종) (13 февраля 1450 — 31 декабря 1469)
- Свекровь — королева Сохё из клана Чхонджу Хан (소혜왕후 한씨) (7 октября 1437 — 11 мая 1504)
  - Законная свекровь — королева Чансун (장순왕후 한씨) (22 февраля 1445 — 5 января 1461)

## В искусстве и культуре
Образ королевы Конхе сыграли корейские актрисы:
- Ким Ынхе в сериале KBS2 1994 года «Хан Мёнхо».
- Син Джису в сериале KBS1 1998—2000 годов «Король и королева» .
- Хан Дамин и Ким Хичжон в сериале SBS 2007—2008 годов «Король и я».
- Ли Джиу в сериале JTBC 2011—2012 годов «Инсу, королева-мать» .